# Ibex 35
Pour les articles homonymes, voir Ibex.
L'Ibex 35 est le principal indice boursier de la Bourse de Madrid élaboré par Bolsas y Mercados Españoles. Il est composé de 35 entreprises dont le poids est pondéré par leur capitalisation boursière.
| IBEX mini (BIBX)    |         |
| ------------------- | ------- |
| Échanger:           | MEFF-RV |
| Secteur:            | Index   |
| Taille de la Tique: | 0.1     |
| BPV:                | 5       |
| Dénomination:       | EUR     |

## Corrélation avec les autres bourses
Les performances annuelles de l'IBEX 35 se sont rapprochées de celles du Dow Jones, du DAX, du CAC 40 et du Footsie, les grands marchés boursiers étant de plus en plus dépendants les uns des autres depuis une quinzaine d'années.

## Classement des entreprises par importance de leur capitalisation en juin 2016
| Compagnie                   | Secteur d'activité                    | Poids dans l'indice (%) |
| --------------------------- | ------------------------------------- | ----------------------- |
| Abertis                     | Autoroute et Parking                  | 3,16                    |
| Acciona                     | Construction                          | 0,72                    |
| Acerinox                    | Métallurgie                           | 0,51                    |
| Actividades de Construcción | Construction                          | 1,86                    |
| AENA                        | Gestion des aeroports                 | 2,58                    |
| Amadeus                     | Service de voyages                    | 4,17                    |
| Arcelor Mittal              | Métallurgie                           | 0,61                    |
| Banco Popular               | Banque                                | 1,17                    |
| Banco Bilbao                | Banque                                | 7,94                    |
| Banc Sabadell               | Banque                                | 1,59                    |
| Grupo Santander             | Banque                                | 11,98                   |
| Bankia                      | Banque                                | 1,08                    |
| Bankinter                   | Banque                                | 1,26                    |
| La Caixa                    | Banque                                | 1,69                    |
| Cellnex                     | Télécommunication                     | 0,63                    |
| Enagas                      | Électricité et gaz                    | 1,58                    |
| Endesa                      | Électricité et gaz                    | 1,85                    |
| Distribuidora Internacional | Grande distribution                   | 0,78                    |
| Ferrovial                   | Construction                          | 3,12                    |
| Gamesa                      | Énergie renouvelable                  | 1,20                    |
| Gas Natural                 | Électricité et gaz                    | 2,57                    |
| Grifols                     | Industrie Pharmaceutique              | 2,09                    |
| Iberdrola                   | Électricité et gaz                    | 9,19                    |
| Inditex                     | Industrie textile                     | 13,54                   |
| Indra                       | Informatique, Électronique de défense | 0,30                    |
| Mapfre                      | Assurance                             | 0,88                    |
| Red Electrica               | Électricité et gaz                    | 2,63                    |
| Repsol YPF                  | Industrie pétrolière                  | 3,98                    |
| Técnicas Reunidas           | Ingénierie lourde                     | 0,36                    |
| Telefónica                  | Télécommunication                     | 10,19                   |
| Viscofan                    | Grande distribution                   | 0.56                    |